# 1П78 (прицел)
Прицел 1П78 предназначен для оснащения автоматов и ручных пулемётов. Прицел имеет кратность 2,8X, оптическая схема аналогична прицелу 1П77. Разработан ЦКБ «Точприбор» (г. Новосибирск), главный конструктор – С.И. Михаленко. Производится ФГУП «ПО Новосибирский приборостроительный завод».
Прицелы имеют широкое поле зрения, что позволяет в условиях ведения динамичного боя проводить быстрый обзор местности одновременно невооруженным глазом и через прицел без потери видимости цели.
Особенностью прицелов является наличие подсветки сетки радиолюминесцентным источником.
Прицелы могут эксплуатироваться при температурах от минус 50 до плюс 50°С
Индексы ГРАУ:
- 1П78 – для АКМН
- 1П78-1 – для АК-74Н, АКС-74Н, АК-74М, АН-94
- 1П78-2 – для РПК-74Н, РПК-74М
- 1П78-3 – для РПКН[1]